# Рожева стрічка

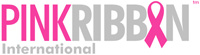
Pink Ribbon International

Рожева Стрічка — міжнародний символ, який використовують особи і організації, залучені до руху з інформування суспільства про рак молочної залози.

## Мета ініціативи
Головна мета ініціативи «Рожева Стрічка» — поширення інформації про рак молочної залози шляхом:
1. попередження — запобіганням появи раку грудей через поширення інформації і наукових досліджень у сфері;
2. виявлення — зменшенням ризику виникнення хвороби завдяки самодіагностиці;
3. лікування — поширенням інформації про різноманітні методи лікування;
4. реабілітації — наданням підтримки і допомоги під час реабілітації.

## Історія Рожевої Стрічки
Уперше символ стрічки набрав певного значення, коли жовта стрічка була згадана у воєнній пісні, під яку маршували солдати США. У 1917 році Джордж А. Нортон забезпечив авторські права на цю пісню. Вона отримала назву «Навколо її шиї зав'язана жовта стрічка». Вже у 1940 році пісню перезаписали кілька музикантів. Використовуючи слова цієї пісні, американка Пенні Лайнген, чоловік якої був заручником в Ірані, першою використала стрічку як символ усвідомлення. Вона зав'язувала жовті стрічки на деревах, щоб проілюструвати бажання чоловіка повернутися додому. Із почуття лояльності її друзі та родина почали наслідувати її приклад. В короткі строки стрічка стала загальнонаціональним символом.
У 1990 році, натхненні символом стрічки активісти боротьби зі СНІД вирішили змайструвати стрічки для всіх, хто бореться з цією хворобою. Стрічка набула червоного — кольору пристрасті. Під час церемонії вручення нагород Тоні (щорічна Американська театральна премія) журналісти сфотографували актора Джеремі Айронса з пришпиленою до грудей червоною стрічкою. Майже водночас стрічка стала загальновизнаним міжнаціональним символом боротьби зі СНІДом. Нью-Йорк Таймз проголосила 1992 рік «Роком стрічки».
Символ Рожевої стрічки започаткувала «Організація з боротьби з раком молочної залози імені Сьюзен Г. Комен». У 1990 році під час «Пробігу заради зцілення» члени організації роздавали рожеві козирки від сонця жінкам, що пережили рак молочної залози. Кілька місяців потому, у 1991, кожен з учасників пробігу у місті Нью-Йорку отримав рожеву стрічку, яка натоді залишилась деталлю великого заходу.
У 1992 році Олександра Пенні, головна редакторка жіночого журналу про здоров'я «Сама», працювала над другим щорічним спеціальним випуском, присвяченим Національному місяцю боротьби з раком молочної залози. Евелін Лаудер, тогочасна старша віцепрезидентка компанії Есте Лаудер, прийняла запрошення виступити в ролі почесної гості-редакторки спеціального випуску 1992 року. Пенні та Лаудер розробили ідею створити стрічку-символ боротьби з раком молочної залози та розповсюджувати її через магазини косметичних компаній-гігантів в Нью-Йорку. Згодом Евелін пообіцяла, що стрічку буде розповсюджено по всій країні. Але на той час ще не було прийнято остаточного рішення про її колір.
Зокрема, 68-річна Шарлотта Гейлі, що пережила рак молочної залози, виготовляла стрічки персикового кольору та продавала їх разом із карткою, на котрій зазначалось: «Річний бюджет "Національного інституту з боротьби з раком" становить 1,8 мільярдів доларів і лише п'ять відсотків від цієї суми йде на попередження розвитку хвороби. Допоможіть нам розбудити наших законодавців та всю Америку — носіть цю стрічку». Її послання швидко розповсюдилось всією країною. Ця концепція зацікавила Пенні та Лаудер, і вони побачили можливість адаптувати ідею Гейлі для сумісної роботи. Але Гейлі відмовилася від їх пропозиції, потрактувавши цю діяльність надто комерційною. Після переговорів з Лаудер та юридичних консультацій виникла ідея використати «новий» колір. Запропоновано було виготовити рожеву стрічку, який і став міжнародним символом боротьби проти раку молочної залози.

## Рожева Стрічка Інтернешнл (Pink Ribbon International)
Метою організації є спонукання суспільства до підтримки хворих, а також інформування пацієнток, спеціалістів(-ок), їх родин і близьких про Рожеву Стрічку і рак молочної залози.
| Іспанською:   | Lazo Rosado     |
| Французькою:  | Ruban Rose      |
| Італійською:  | Nastro Rosa     |
| Німецькою:    | Rosa Schleife   |
| Голландською: | Roze Lint       |
| Датською:     | Lyserøde Sløjfe |
| Чеською:      | Růžová Stužka   |
| Фінською:     | Roosa Nauha     |
| Норвезькою:   | Rosa Sløyfe     |
| Польською:    | Różowa Wstążka  |
| Російською:   | розовая лента   |
| Шведською:    | Rosa Bandet     |
| Турецькою:    | Pembe Kurdele   |
| Японською:    | ピンクリボン    |
| Китайською:   | 粉红丝带        |

## Місяць боротьби проти раку молочної залози
Breast Cancer Awareness Month — щорічна міжнародна програма, створена організаціями, що борються проти раку молочної залози — освітою щодо хвороби, зборами коштів для дослідження її причин, запобіганням та лікуванням. Програма також розповсюджує інформацію про хворобу та забезпечує підтримку для людей, що постраждали від її наслідків.
В 1985 році міжнародна фармацевтична корпорація «AstraZeneca» заснувала місяць боротьби проти раку молочної залози. Корпорація виробляє три види ліків проти раку молочної залози: Nolvadex (тамоксифен), Arimidex (анастрозоль) та Faslodex (фулвестран). Метою кампанії відпочатку було розповсюдження інформації про мамографію як найефективніший засіб боротьби проти раку молочної залози.
Кількість організацій, що залучаються до кампанії, збільшується щороку. Estee Lauder, Avon, Susan G. Komen for the Cure та інші комерційні й неприбуткові організації залучились до кількох подій та заходів у жовтні.

## Українські програми боротьби з раком молочної залози
Все більше українських комерційних і некомерційних організацій та благодійних фондів долучаються до міжнародної програми боротьби з раком молочної залози. Їх діяльність спрямована на просвітницьку роботу, збирання коштів для дослідження причин раку молочної залози, профілактику та лікування, забезпечення підтримки людей, що перенесли хворобу.
- Науково-освітній інтернет-портал «Майбутнє без раку молочної залози»[2].
- Громадська організація "Всеукраїнське об'єднання жінок-інвалідів «Донна» (м. Київ)[3].
- Амазонки[4].
- Рожева Стрічка України[5].

## Заходи та події в рамках Місяця

### Національний пробіг заради зцілення (США)
В жовтні 1983 року в місті Далласі, штат Техас, був вперше проведений пробіг заради зцілення, в якому взяли участь 800 людей. В 1999 році кількість учасників перевищила 600 000 і пробіг став найбільшим заходом в серії 5K — 99 міст в США організували пробіг заради зцілення. У 2005 році свідченням успіху заходу стало збільшення до 1,4 мільйона учасників. Вебсайт Національного Пробігу заради зцілення засвідчив, що пробіг у місті Вашингтон — найбільший з серії 5K у світі. Цей захід приваблює не лише волонтерів, а і компанії, згодні спонсорувати подібні заходи, зірок та політиків, що збільшують популярність заходу щороку.
Пробіг заради зцілення також організовується в різних країнах світу:
| Австралія та Нова Зеландія | Dove Pink Star walk                 |
| Німеччина                  | Komen Frankfurt Race for the Cure   |
| Нідерланди                 | Walk for Women                      |
| Італія                     | Komen Italia Race for the Cure      |
| Велика Британія            | Race for my wife and Race for life  |
| Канада                     | Run for the Cure                    |
| Угорщина                   | Avon One-Day Walk for Life          |
| Пуерто Рико                | Komen Puerto Rico Race for the Cure |
| Болгарія                   | Breast Cancer Walk                  |

### 3-денний маршрут «Ейвон проти РМЖ»
Цей 60-мильний пішохідний маршрут, поділений на 3 дні, націлений на збір коштів для дослідження хвороби. Маршрут спонсорується «Організацією боротьби з раком молочної залози імені Сюзан Г. Комен» і організовується в кількох містах США. Раніше маршрут організовувався и фінансувався компанією Ейвон, тому досі відомий під цим ім'ям (Avon 3 Day). Ейвон організує і інші подібні акції:
| Англія     | «Celebrating Life» award ceremony                              |
| Болгарія   | Breast Cancer Walk                                             |
| Угорщина   | Walk for Life                                                  |
| Чехія      | Breast Cancer Conference                                       |
| Німеччина  | Women's 5k/10k Walk Run                                        |
| Греція     | Recognition dinner and Avon Breast Cancer Crusade Fashion show |
| Ірландія   | Breast Cancer Walk                                             |
| Іспанія    | Breast Cancer Walk                                             |
| Італія     | Breast cancer Awareness event                                  |
| Польща     | Breast Cancer Walk                                             |
| Португалія | Educational walk-a-thon                                        |
| Румунія    | Breast Cancer Walk                                             |
| Росія      | Press conference                                               |
| Словаччина | Press conference                                               |
| Туреччина  | «Trip to Health with Avon» walk                                |
| Україна    | Breast Cancer awareness walk                                   |
| Франція    | 5 km Breast Cancer Race/Walk                                   |

### Всесвітня ілюмінація
Група компаній Estee Lauder організовує акцію з освітлення кількох найвідоміших світових споруд рожевим кольором, щоб привернути увагу до важливості своєчасного виявлення раку молочної залози та дослідження методів лікування і попередження хвороби. Ось деякі з цих споруд:
| Міст Харбор          | Сідней        | Австралія                        |        |           |
| Універмаг Ханчжоу    | Ханчжоу Китай |                                  |        |           |
| Ніагарський Водоспад | Онтаріо       | Канада                           |        |           |
| Проєкт Еден          | Корнвол       | Англія                           |        |           |
| Готель Маджестік     | Канни         | Франція                          |        |           |
| Ангел Миру           | Мюнхен        | Німеччина                        |        |           |
| Міська Рада          | Рейк'явік     | Ісландія                         |        |           |
| Вежа Моше Авів       | Рамат-джан    | Ізраїль                          |        |           |
| Арка Константина     | Верона        | Італія                           |        |           |
| Вежа Токіо           | Токіо         | Японія                           |        |           |
| Площа Міської Ради   | Сеул          | Корея                            |        |           |
| Площа Дам            | Амстердам     | Нідерланди                       |        |           |
| Небесна Вежа         | Окленд        | Нова Зеландія The Harbour Bridge | Sydney | Australia |

### В рожевому
Це акція, яка проводиться для збору коштів для Організації дослідження раку молочної залози. Під час акції влаштовують тематичні вечірки або «рожевий день» на роботі.

## Продукція

### Поштова марка «Рак молочної залози»
Вперше поштова марка «Рак молочної залози» була надрукована в 1996 році. Оскільки вона не користувалася особливим попитом, дизайнеру Еселю Кеслеру було запропоновано розробити нову марку. 29-го липня 1998 року марка «Рак молочної залози» стала відомою завдяки Першій леді США Гілларі Клінтон та Міністру пошти Вільяму Гендерсону. Марка коштувала 45 центів. 70 % фонду передавалися на користь Національного інституту дослідження раку (National Cancer Institute — NCI), 30 % на користь Програми дослідження раку молочної залози при департаменті оборони (Department of Defense — DOD). До листопаду 2005 року було зібрано 33,5 мільйонів доларів США на користь NCI та DOD зібрав 13 мільйонів доларів США.
Марка «Рак молочної залози» була розроблена доктором медичних наук Ерні Бодай, постійним імператорським хірургом, який представив результати дослідження стосовно видалення пухлини молочної залози та мастектомії у жінок з раком молочної залози. Він вкладав власні кошти в лобіювання погодження Конгресом марки «Рак молочної залози». Пізніше заснував неприбуткову організацію Лікування Раку молочної залози Інк. з метою збору коштів та привернення уваги до причин виникнення раку молочної залози.
Протидія, іноді дуже жорстка, стосовно збору коштів для розробки марки, була від самої поштової служби, від колекціонерів марок і навіть від національних організацій з боротьби з раком молочної залози.
Поштова служба була стурбована прецедентом збору коштів на поштову марку, отримуючи 40000 ідей щороку для увіковічення марки. Поштові служби остерігались, поступившись одного разу, викликати шквал подібних запитів щодо збору коштів на рівноцінні проблеми.
Дивнішою була протидія Американської спільноти філателістів, лідер якої аргументував, що збільшення вартості призведе до неправомірного оподаткування колекціонерів марок. І хоча деякі люди вважають, що колекціонування марок одним з аполітичних хобі, колекціонери марок відстоюють думку, що вносять близько 100 мільйонів $ щороку на користь поштових служб. Також, благодійні («напівпоштові») марки, видані в інших країнах, були далекими від успіху. Наприклад, Канадська марка, розроблена для збору коштів для Олімпійських ігор 1976 року, показала свою недоцільність, оскільки була найближчим до нашого часу зразком спроби збору коштів на боротьбу з неграмотністю.
Врешті Бодай усвідомив необхідність діяти на законодавчому рівні. Але шансів, що за законопроєкт проголосують у Конгресі, майже не було. Так, наприклад, з 10 тисяч розглянутих у Конгресі законопроєктів були прийняті лише 40. Серед них — закон про випуск поштових марок щодо досліджень раку грудей.
Коли начальник Поштової служби США генерал Марвін Руньйон відмовився від пропозиції щодо друку марок, рішучість Бодая лише зміцніла. Ще більше він переконався у необхідності прийняття законопроєкту після того, як написав запити 48 конгресменам та 8 сенаторам — і не отримав жодної відповіді. «Я не отримав жодної відповіді! Це просто вибило мене з колії. Я був страшенно розгніваний. Саме тоді я і купив свій перший квиток до Вашингтону».
Бодай почав лобіювати конгресменів прийняти закон, який зобов'язує поштову службу використовувати ці спеціальні марки. Протягом двох років він побував у Вашингтоні 14 разів і витратив понад 100 тис. $ власних заощаджень. Цю суму він передав особисто одному із лобістів Конгресу. Понад 200 разів Бодай виголошував промови перед різними аудиторіями — від двох до 1,5 тис. осіб у залі, продовжуючи працювати попри мінімальні шанси.
Адже прийняття законопроєкту щодо підвищення витратної частини бюджету, як правило, потребує близько 10 млн $ і чотири-пять років роботи. Але Бодай був переконаний, що парламентський законопроєкт змусить поштову службу вжити заходів. І почав зондувати ґрунт в Конгресі разом із Елізабет Муллен —засновницею Жіночого центру інформації щодо раку грудей «Ковіна» у Каліфорнії (пізніше генеральна директорка організації), що вижила після раку грудей. Разом вони робили все можливе, аби заручитись підтримкою конгресменів у необхідності використовувати поштові марки для збору коштів. Робота йшла повільно. «Безліч дверей просто закривали у мене перед носом, Але я ніколи не здавався. Навпаки, ця справа стала сенсом мого існування».
Прибічників необхідності використання марок поступово зростала — як у Конгресі, так і у Сенаті. Врешті-решт, Бодай і Муллен отримали згоду конгресмена Віка Фазіо (демократа із Каліфорнії) та сенаторк  Даяни Файнстейн (представниці демократичної партії від штату Каліфорнія), які пообіцяли протягнути законопроєкт у Конгресі. 
Врешті-решт, 22 липня 1997 року, о 10.30 ранку Бодай зайняв місце спостерігачів у Конгресів, аби бути свідком того, як у парламенті приймають законопроєкт. Вже через три тижні, 13 серпня 1997 року, Президент США Білл Клінтон підписав Акт про марки щодо досліджень раку грудей.
Поштова марка про рак грудей стала першою «напів-маркою», за допомогою якої почали проводити збір коштів. Головне бюджетно-контрольне управління (ГБКУ) США опублікувало доповідь, у якій визнало, що поштові марки є ефективним способом збору коштів. «Дослідження, які б ніколи не проводили — тепер ідуть повним ходом саме завдяки зібраним коштам», — каже Джеральд Барнес, помічник директора фіскального департаменту ГБКУ.
Згідно з доповіддю ГБКУ, станом на квітень 2003 року, Національний інститут раку провів 86 дослідження щодо раку грудей саме завдяки коштам, отриманим завдяки використанню поштових марок. Тоді як Департамент оборони профінансував 19 проєктів.
Сенаторка Даяна Файнстайн, яка добилася проходження цього законопроєкту у Конгресі, назвала згоду сенаторів пропустити проєкт «хорошою новиною у справі боротьби із раком».

### Монета «Рак молочної залози»
У Канаді було введено в обіг монети зі срібла «Рак молочної залози». У всьому світі таких монет існує 15000. На одній стороні монети зображена королева Єлизавета, на іншій — символ Рожева Стрічка. З аналогічним дизайном у 2006 році канадці випустили багатомільйонним тиражем монету в 25 центів (колекція Деми Ю. В.).

## Критичні рухи

### Pink Ribbons, Inc
У книзі, опублікованій у 2006 році, американка Саманта Кінг описала, як рак молочної залози з серйозної хвороби і особистої трагедії жінки трансформувався в керовану ринком індустрію виживання. 
В нечуваному досі прояві філантропії  корпорації обернули величезні рекламні механізми на боротьбу з хворобою, тим самим зменшуючи зусилля суспільства з охорони здоров'я та стримуючи запити щодо дослідження причин ураження раком молочної залози такої великої кількості жінок у всьому світі. Кінг вперше ставить під сумнів ефективність та законність фінансування приватних досліджень із зупинення епідемії раку молочної залози серед американських жінок.

### Замислись своєчасно
Сьогодні багато магазинів переповнені продукцією з емблемою Рожевої стрічки, а рекламний спам обіцяє спрямувати отримані кошти на дослідження хвороби. Значення Рожевої стрічки змінилося. Компанії використовують рожевий колір для маркетингових цілей. Суспільство знає, що Рожева стрічка — це символ боротьби проти раку молочної залози. Ринок, в свою чергу, знає, що люди хочуть брати участь в благодійності, бажаючи думати, що таким чином переслідують добрі наміри. Але робити покупки заради боротьби з раком не є правильним шляхом, адже покупці ніколи не знають, яка доля їх грошей дійсно йде на фінансування боротьби з раком.

## Комерційні учасники Рожевої стрічки
Косметика
- Avon
- Estee Lauder

Фармацевтика
- AstraZeneca
- Novartis

Мода
- Tommy Hilfiger
- Ralph Lauren

Автомобілі
- Ford
- BMW

Електроніка
- Samsung

## Інші значення Рожевої стрічки
Рожеву стрічку також використовують для боротьби з передчасними пологами, порятунком немовлят і лікуванням вроджених вад. Рожева стрічка також символізує привернення уваги до раку у дітей.